# Round & Round (Selena Gomez & the Scene)
Round & Round è una canzone della band statunitense Selena Gomez & the Scene. Il brano è stato scritto e prodotto da Kevin Rudolf, Andrew Bolooki, Jeff Halavacs e co-scritto da Jeff Halavacs e Fefe Dobson. Il singolo è stato pubblicato il 22 giugno 2010 come singolo di lancio dal secondo album della band, A Year Without Rain, uscito a settembre dello stesso anno. Round & Round è un brano dance pop con base elettropop con camplionamenti di rock e disco.
Round & Round ha raggiunto la posizione 24 della Billboard Hot 100. Il video musicale del brano è stato girato a Budapest ed è stato trasmesso per la prima volta sul canale statunitense di Disney Channel il 18 giugno 2010. Il singolo è stato inoltre inviato alle radio americane il 29 giugno 2010. La band si è esibita dal vivo con Round & Round in varie occasioni, fra le quali durante una puntata di America's Got Talent.
All'inizio del dicembre 2015 la canzone raggiunge la sua prima certificazione vevo.

## Composizione
Round & Round è un brano dance pop della durata di tre minuti e otto secondi, composto da Kevin Rudolf, Andrew Bolooki, Jeff Halavacs, Jackob Kasher e Fefe Dobson. È un brano uptempo elettropop che contiene elementi di musica disco con influenze rock durante i versi. Secondo Amar Tool di AOL Radio Blog la canzone è influenzata dallo stile usato da Kylie Minogue nel 2001. Il testo parla di un rapporto che gira a vuoto. Nel brano la Gomez rappa i versi in uno stile simile a quello di Kesha.

## Critica
Bill Lamb, critico per il sito About.com, ha elogiato la maturità vocale di Selena Gomez e l'influenza rock data dalla produzione di Kevin Rudolf, definendo la canzone «semplice» e affermando che «suona bene, dopo mesi di rotazione radiofonica». Lamb ha inoltre commentato che la canzone è «orecchiabile» e «conquisterà subito anche un pubblico adulto, anche se non ha un significato profondo». Lamb ha anche previsto che, come Miley Cyrus con l'album Can't Be Tamed, «stava per lasciare definitivamente la musica pop del tutto. Quindi Selena ha cercato di mantenere la corona musicale femminile con la musica Teen pop in modo da piacere di più ai fan». Tim Sendra di About.com ha detto che era un brano ben cantato e ha l'ha criticato come brano migliore di A Year Without Rain. Backy Bain di Idolator l'ha criticato commentando che il brano «potrebbe essere un fallimento sia per la Hollywood Records sia per la band». Ha anche detto che «il lato lucido elettro-pop rock del brano ha rivelato un lato sofisticato di Gomez e le parole hanno dimostrato una crescita emotiva». Robert Copsey di Digital Spy ha detto che il buon lavoro è stato sperperato dal coro «arrugginito» e le ha consigliato di «rimanere sotto l'ombrello Disney per perfezionare ulteriormente il suo mestiere».

## Video
Il video del singolo, diretto da Philip Andelman, è stato registrato a fine maggio 2010 a Budapest, in Ungheria durante le riprese del film Monte Carlo. Selena ha pubblicato due anteprime del brano su Twitter il 17 giugno 2010. La promozione del video è avvenuta su Disney Channel il 20 giugno 2010 e in seguito su VEVO. Nel video alternano scene in cui la cantante canta su un palco, in altre la cantante è nei panni di un agente segreto, e scene in cui è coinvolta in inseguimento in tutta la città. Le performance dei Selena Gomez & the Scene e la trama del video è molto piaciuta a Nadine Cheung di AOL JSYK.

## Tracce
Download digitale (Stati Uniti)
1. Round & Round – 3:06

Download digitale - remix (Stati Uniti)
1. Round & Round (Dave Audé Remix Radio Edit) – 3:32

Download digitale (Australia)
1. Round & Round – 3:05
2. Naturally (Ralphi Rosario Radio Remix) – 3:39

EP dei Remix (Australia e Regno Unito)
1. Round & Round (Wideboys Club Mix) – 5:56
2. Round & Round (Fascination Club Mix) – 6:11
3. Round & Round (7th Heaven Club Mix) – 6:08
4. Round & Round (Dave Audé Club Remix) – 6:23

CD singolo (Regno Unito)
1. Round & Round – 3:05
2. Naturally (Ralphi Rosario Radio Remix) – 3:39

## Classifiche
| Classifica (2010) | Posizione massima |
| ----------------- | ----------------- |
| Australia         | 87                |
| Austria           | 62                |
| Belgio (Fiandre)  | 69                |
| Canada            | 51                |
| Irlanda           | 44                |
| Regno Unito       | 47                |
| Slovacchia        | 39                |
| Stati Uniti       | 24                |

## Pubblicazione
| Paese       | Data              | Formati               |
| ----------- | ----------------- | --------------------- |
| Stati Uniti | 22 giugno 2010    | Download digitale     |
| Australia   | 3 settembre 2010  | Download digitale     |
| Germania    | 24 settembre 2010 | CD                    |
| Regno Unito | 27 settembre 2010 | CD, download digitale |